# Samuel P. Morrill
Samuel Plummer Morrill, född 11 februari 1816 i Chesterville, Massachusetts (i nuvarande Maine), död 4 augusti 1892 i Chesterville, Maine, var en amerikansk republikansk politiker och präst. Han representerade delstaten Maines andra distrikt i USA:s representanthus 1869–1871.
Morrill studerade teologi och arbetade som präst i Farmington, Maine. Han efterträdde 1869 Sidney Perham som kongressledamot. Han efterträddes 1871 av William P. Frye. Morrill arbetade sedan som präst i Dixfield 1877–1879 och senare i Vienna, Maine.
Morrill avled 1892 och gravsattes på Chesterville Hill Cemetery i Chesterville.